# 吉野俊彦
吉野 俊彦（よしの としひこ、1915年7月4日 - 2005年8月12日）は、日本銀行理事。父は逓信官僚の吉野圭三。

## 来歴
千葉県生まれ。武蔵高等学校を経て、1938年に東京帝国大学法学部を卒業し、日本銀行に入行する。日銀では調査局に勤め、内国調査課長、局次長、局長を経て1970年に理事に就任した。
1974年に山一證券経済研究所理事長に転じ、1984年に会長、1985年に特別顧問となり1998年まで務めた。
吉野は安定成長論者で、高度成長論者である下村治と論争をおこなった。経済学、金融史のほか、後半生は森鷗外研究でも知られ、晩年は永井荷風について書いた。多数の著作がある。

## 著書
- インフレーションの経済学 時事通信社 1948
- 九原則と経済安定 労働文化社 1949
- 通貨安定と資産再評価 シヤウプ案を中心に 有恒社 1949
- 我国金融制度の研究 実業之日本社 1952
- 我が国の金融制度と金融政策 至誠堂 1954
- 円の歴史 至誠堂新書 1955
- 歴代日本銀行総裁論 日本金融政策史の研究 ダイヤモンド社 1957
- 欧米金融視察旅行記 至誠堂 1958
- 中央銀行制度の改革 全国地方銀行協会 1959（銀行叢書）
- 琉球旅行記 至誠堂 1960
- 通貨の知識 日本経済新聞社 1961（日経文庫）
- 金融の知識 日本経済新聞社 1961（日経文庫）、のち全訂版
- 日本銀行制度改革史 東京大学出版会 1962
- 日本銀行 岩波新書 1963
- 開放体制下の金融政策 欧州インフレ見聞旅行記 至誠堂 1964
- 私の戦後経済史 至誠堂新書 1965
- 福祉国家の金融政策 地上の楽園・濠洲ニュージーランド旅行記 至誠堂 1966
- 資本の自由化と金融 岩波新書 1969
- 森鴎外私論 正続 毎日新聞社 1972-1974
- 忘れられた元日銀総裁 富田鉄之助伝 東洋経済新報社 1974
- 戦後金融史の思い出 日本経済新聞社 1975
- 日本銀行史 全5巻 春秋社 1975-1979
- 歴代日本銀行総裁論－日本金融政策史の研究 毎日新聞社 1976／講談社学術文庫 2014（鈴木淑夫補論）
- サラリーマンの生きがい 生涯を賭けた仕事を持て 徳間書店 1977.12 のち文庫
- サラリーマンのライフワーク わが生きがい論 徳間書店 1978.8 のち文庫
- あきらめの哲学-森鴎外 PHP研究所 1978.12 のち文庫
- サラリーマンの哀歓 わが出処進退十訓 徳間書店 1978.12
- 権威への反抗-森鴎外 PHP研究所 1979.8
- サラリーマンの知的読書法 経済書から文学書まで 東洋経済新報社 1979 のち徳間文庫
- 横丁のご隠居 経済・人生談議 日本経済新聞社 1980.4
- 虚無からの脱出-森鴎外 PHP研究所 1980.8
- 青春の激情と挫折-森鴎外 PHP研究所 1981.2
- 豊熟の時代-森鴎外 PHP研究所 1981.3
- 双頭の獅子-森鴎外 PHP研究所 1982.7
- 菜根譚の読み方 壁にぶつかったとき勇気が湧く本 徳間書店 1982.8
- 鴎外・逆境の人間学 グラフ社 1983.11
- 複線的ライフワークのすすめ サラリーマン生きがいの探求 充実した人生をどう創るか PHP研究所 1984
- 孤独地獄-森鴎外 PHP研究所 1985.3
- 鴎外百話 徳間書店 1986.11
- 鴎外語録 男の生きがいとは何か 大和出版 1987.11
- 円とドル 円高への軌跡と背景 日本放送出版協会 1987.11、のちNHKライブラリー
- ビジネスマンとしての「私」の勉強術 講談社 1989.1
- わが家のルーツ探し プレジデント社 1990.11
- 鴎外・五人の女と二人の妻 もうひとつのヰタ・セクスアリス 文春ネスコ 1994.8
- 鴎外・啄木・荷風 隠された闘い いま明らかになる天才たちの輪舞 文春ネスコ 1994.3
- 昭和恐慌は再来するか 歴史派エコノミストの視角 ダイヤモンド社 1995.12
- 知恵をしぼれ! デフレを生きる発想 日本経済新聞社 1996.2、「これがデフレだ!」日経ビジネス人文庫 2001
- カイゼル髭の恋文 岡野敬次郎と森鴎外 清流出版 1997.11
- 企業崩壊 私の履歴書（正・続） 清流出版 1998.12
- 「斷腸亭」の経済学 荷風文学の収支決算 日本放送出版協会 1999.7
- 永井荷風と河上肇 放蕩と反逆のクロニクル 日本放送出版協会 2001.6

## 共編著
- 中小企業の生きる道 三輪学俊共著 労働文化社 1949
- 金利の解説 中川幸次共著 日本経済新聞社 1961（日経文庫）
- 金融政策の解説 中川幸次共著 日本経済新聞社 1964（日経文庫）
- 現代の金融 加藤信共著 日本経済新聞社 1973
- 金融用語辞典 東洋経済新報社 1973

## 翻訳
- 西独経済の再建過程 ミユンヘン経済研究所 ダイヤモンド社 1954
- 中央銀行金融政策論 M.H.コック 至誠堂 1957
- 金融政策の効果と限界 西独銀行協会 至誠堂 1958
- 健全通貨 ヴィルヘルム・フォッケ 至誠堂 1958
- 通貨政策の諸問題 P.ヤコブソン 東洋経済新報社 1960
- 通貨価値の擁護 最近の西ドイツの金融政策と物価問題 カルル・ブレッシング 至誠堂 1961
- ニューヨーク金融市場 マーカス・ナドラー、シッパ・ヘラー、サミュエル・シップマン 津坂明共訳 至誠堂 1962
- 世界の銀行制度 H.W.オーバーン編 小川精一共訳 至誠堂 1963（経済教室）
- 景気変動と経済政策 経済統制か金融政策か エリック・ルンドベルク 至誠堂 1964
- 金融恐慌は再来するかーーくり返す崩壊の歴史 C.P.キンドルバーガー 八木甫共訳 日本経済新聞社 1980
  - 熱狂、恐慌、崩壊ーー金融恐慌の歴史 C.P.キンドルバーガー 八木甫共訳 日本経済新聞社 2004.6